# Megumi Hayashibara
Megumi Hayashibara (林原 めぐみ, Hayashibara Megumi) (Tóquio, 30 de março de 1967) é uma cantora pop japonesa. Começou sua carreira como cantora em 1989, quando estudava enfermagem, fez dublagens desde Maison Ikkoku em 1986.
Uma das dubladoras japonesas mais prolíficas dos anos 1990, Hayashibara é mais conhecida como a voz das personagens Rei Ayanami em Neon Genesis Evangelion, Jessie em Pokémon, Hello Kitty na franquia homónima, Ranma Saotome (mulher) em Ranma 1/2, Lina Inverse em Slayers, Faye Valentine em Cowboy Bebop, e Ai Haibara em Detective Conan. Recentemente, foi divulgado que ela teria dublado Sage em Sonic Frontiers.

## Biografia
Megumi Haysahibara nasceu em Tóquio no dia 30 de março de 1967. Estudou em uma escola católica. Apesar dela se qualificar como enfermeira, ela nunca trabalhou na vaga. Hayashibara começou de dublar em 1986, fazendo uma pontinha no anime Maison Ikkoku.
É casada desde 1998 e tem uma filha por cesariana.
Hayashibara é contratada com a gravadora japonesa King Records desde 1991, lançando 14 álbuns e alguns singles nos melhores 40 do Japão.

## Papéis como dubladora

### Animes
- Shaman King (2021) como Anna Kyoyama
- Shōwa Genroku Rakugo Shinjū: Sukeroku Futatabi-hen (2017) como Miyokichi
- Shōwa Genroku Rakugo Shinjū (2016) como Miyokichi
- One Piece (2014) como Gladiadora Rebecca - Arco Dressrosa(episódio 634)
- Slayers Evolution R (2009) como Lina Inverse
- Slayers Revolution (2008) como Lina Inverse
- Paprika (2006) como Atsuko Chiba
- Inukami! (2006) como Jovem Kayano Kawahira (episódio 10 - participação especial)
- Law of Ueki (2005) como Ueki Haruko (episódios 45 - 47)
- Shining Force Neo (2005) como Freya
- Hitsuji no Uta (2003) como Koujou Chisana
- Cromartie High School (2003) como a mãe de Maeda
- Tenshi na Konamaiki (2002) como Amatsuka Megumi
- Love Hina Again (2002) como Haruka Urashima
- Shaman King (2001) como Anna Kyōyama
- Cowboy Bebop: O Filme (2001) como Faye Valentine
- Tales of Eternia (2001) como Marone Bluecarno
- Love Hina (2000) como Haruka Urashima
- Vampire Hunter D: Bloodlust (2000) como Leila
- Boys Be (2000) como Chiharu
- Card Captor Sakura (1999) como Madoushi
- Queen Emeraldas (1998) como Hiroshi Umino
- Saber Marionette J to X (1998) como Lime
- Akihabara Dennou Gumi (1998) como Tsubame Otori
- Cowboy Bebop (1998) como Faye Valentine
- Lost Universe (1997) as Canal Vorfeed
- Slayers Great (1997) como Lina Inverse
- Slayers Try (1997) como Lina Inverse
- Pokémon (1997) como Jessie, Bulbassauro e Pidgeotto
- Jungle de Ikou! (1997) como Ongo
- Sorcerer Hunters (1996) como Tira Misu
- Black Jack (1996) como Rei Fujinami
- Saber Marionette J (1996) como Lime
- Slayers Special (1996) como Lina Inverse
- Slayers Return (1996) como Lina Inverse
- Tenchi: o Filme (1996) como Achika Masaki
- Slayers Next (1996) como Lina Inverse
- Detective Conan (Case Closed) (1996) como Shiho Miyano (ou Ai Haibara) (Sherry)
- Shadow Skill (1995) como Elle Ragu
- Neon Genesis Evangelion (1995) como Rei Ayanami, Yui Ikari, Pen Pen e EVA-01 (Berserk Mode)
- Slayers (1995) como Lina Inverse
- Sailor Moon S, o Filme (1994) como Himeko Nayotake
- Blue Seed (1994) como Momiji Fujimiya
- DNA² (1994) como Tomoko Saeki
- Macross Plus (1994) como Lucy MacMillan
- The Hakkenden (1993) como Mouya Inusaka
- Yu Yu Hakusho (1992) como Genkai (jovem)
- Nuku Nuku (1992) como Atsuko "Nuku Nuku" Natsume
- Video Girl Ai (1992) como Ai Amano
- 3x3 Eyes (1991) como Pai/Parvati
- Goldfish Warning! (1991) como Gyopi
- Magical Princess Minky Momo (1991) como Minky Momo
- Patlabor, o 1o filme (1990) como a mulher do tempo
- Garaga (1989) como Kina
- Ranma ½ (1989) como Ranma Saotome (mulher)
- Chimpui (1989) como Eri Kasuga
- Ahiru no Kwakku como Alfred Jodocus Kwak
- Gundam 0080 (1989) como Christina "Chris" MacKenzie
- Bubblegum Crisis (1987) como Nam
- Project A-Ko (1986) como Ume
- Maison Ikkoku (1986) como Yosuke Nanaoe e outros (primeiro papel)

### Jogos
- 3x3 Eyes -Kyuusei Koushu- como Pai and Sanjiyan
- 3x3 Eyes Tenrin'ou Genmu como Pai and Sanjiyan
- Ayanami Ikusei Keikaku como Rei Ayanami
- Final Fantasy Dissidia como Shantotto
- Eva to Yukai na Nakama tachi como Ayanami
- Evangelion 2nd Impression como Rei Ayanami
- Evangelion Koutetsu no Girlfriend (Girlfriend of Steel) como Rei Ayanami Rei e Mana Kirishima
- Battle Tycoon como Tilia Rosette
- EMIT como Tanaka Yuri
- Fire Woman Matoigumi como Sakai Ryoko
- Kidou Senshi Gundam Climax U.C. como Christina MacKenzie
- Kidou Senshi Gundam Senki como Christina MacKenzie
- Lunar Eternal Blue como  Remiina
- Mujintou Monogatari como Kurashima Saori
- O-chan no Oekaki Logic como Hebe
- Popoitto Hebereke com todas as voizes
- Quo Vadis 2 como Hilda Belens
- Ranma 1/2 como Saotome Ranma
- Ranma 1/2 Battle Renaissance como Saotome Ranma
- Ranma 1/2 Datou, Ganso Musabetsu Kakutouryuu! como Saotome Ranma
- Ranma 1/2 Torawareno Hanayome como Saotome Ranma
- Shaman King: Soul Fight como Anna Kyouyama
- Shining Force Neo como Freya
- Shining Tears como Blanc Neige
- Slayers Royal como Lina Inverse
- Slayers Royal 2 como Lina Inverse
- Sonic Frontiers como Sage
- Super Robot Taisen F como Patricia Hackman
- Torifels Mahou Gakuen como Eltz
- Wrestle Angels como Megumi

## Discografia
Todos os discos foram lançados pela King Records, exceto por PULSE que foi lançado pela gravadora Futureland.

### Álbuns
- Half and, Half (KICS-100, 1991)
- WHATEVER (KICS-176, 1992)
- Perfume (KICS-215, 1992)
- SHAMROCK (KICS-345, 1993)
- PULSE (TYCY-5413, 1994)
- SpHERE (KICS-430, 1994)
- Enfleurage (KICS-475, 1995)
- bertemu (KICS-590, 1996)
- Iravati (KICS-640, 1997)
- Fuwari(ふわり) (KICS-755, 1999)
- VINTAGE S (KICS-790, 2000)
- VINTAGE A (KICS-810, 2000)
- feel well (KICS-955, 2002)
- center color (KICS-1070, 2004)
- Plain (2007)
- Tanoshii Douyou (2007)
- Slayers MEGUMIX (KICA-916〜918, 2008)
- CHOICE (KICS-1548, 2010)
- VINTAGE White (KICS-1670〜1671, 2011)
- Time Capsule (KICS-1372, 2015)
- Duo (KICS-3346～48, 2016)

### Singles
- Imawa no Shinagami (2017)
- Usurahi Shinjuu (2016)
- Sanhara: Seinaru Chikara (2015)
- Tsubasa (2012)
- Shuketsu no Sadame (2010)
- Shuketsu no Sono e (2009)
- Front breaking (2009)
- Plenty of grit (2008)
- A Happy Life (2007)
- Meet again (2006)
- Makenaide, Makenaide... (2003)
- KOIBUMI (2002)
- Treat or Goblins (2002)
- Northern lights (2002)
- brave heart (2001)
- feel well (2001)
- Over Soul (2001)
- unsteady (2000)
- Sakura saku (2000, single promocional de Love Hina)
- Ashita ni nattara (2000)
- Booska! Booska!! (1999)
- question at me (1999)
- Proof of Myself (1998)
- A HOUSE CAT (1998)
- Raging waves (1998)
- Infinity (1998, single promocional de Lost Universe)
- Fine colorday (1997)
- Reflection (1997)
- Successful Mission (1996)
- Just be Conscious (1996)
- Shoot! Love hunter (1996, Bakuretsu Hunters)
- Kagirinai yokubou no naka ni (1996)
- Give a Reason (1996)
- Going History (1995)
- What's up guys? (1995, Bakuretsu Hunters)
- Midnight blue (1995, trilha sonora de encerramento do primeiro filme da animação Slayers)
- Yousei yori ai wo komete (1995)
- Touch and go (1994)
- Until Strawberry Sherbet (1994)
- Yume Hurry Up (1993)
- Bokura no good day (1993)
- Haruneko fushigi tsukiyo (1992)
- Yume wo Dakishimete (1992)
- Niji-iro no sneaker (1991)
- Characters Christmas (1991)
- November rain (1991)
- Otousan (1991)
- Niji no Sneaker (1991)
- Pulse (1990, Macross plus)
- Yakusoku dayo (1989)

## Rádio
Megumi Hayashibara fez/faz parte dos seguintes programas de rádio:
- Tokyo Boogie Night
- Haoujuku
- Heartful Station
- Muboujuku